# San Sebastián (municipalité)
Pour les articles homonymes, voir San Sebastián.
San Sebastián est l'une des dix-huit municipalités de l'État d'Aragua au Venezuela. Son chef-lieu est San Sebastián de los Reyes. En 2011, la population s'élève à 23 279 habitants.

## Géographie

### Subdivisions
Selon l'Institut national de statistique et contrairement à la plupart des municipalités du pays, la municipalité de San Sebastián ne comporte aucune paroisse civile.